# História da Literatura Brasileira
História da Literatura Brasileira é um livro do escritor  José Veríssimo  publicado em 1906. Um dos primeiros a sistematizar os estudos literários de caráter histórico e biográfico, o livro revela comentários sobre o teatro, a literatura dramática, além de dedicar um volume à obra de Machado de Assis.
Dividido em 19 capítulos, desde a primitiva sociedade colonial e suas manifestações literárias (passando pelo Romantismo contido em sete dos dezenove volumes) até a uma análise dos períodos naturalista e parnasiano.
José Veríssimo (Óbidos PA, 1857-1916) considera legítimas no desenvolvimento da Literatura Brasileira duas divisões: o Período Colonial e o Período Nacional.  Entre os dois períodos, o autor admite um “estádio de transição” no qual inclui poetas da plêiade mineira. Para ele, a literatura brasileira é embrionária da literatura portuguesa e deixa de ser inteiramente  desde o Romantismo: época convergente da emancipação política e cultural, a literatura aí incluída, brasileira.

## Ligação externa
- "A Biblioteca Virtual - Literatura"